# Cembor
Cembor is een bestuurslaag in het regentschap Mojokerto van de provincie Oost-Java, Indonesië. Cembor telt 714 inwoners (volkstelling 2010).